# Felisberto Hernández

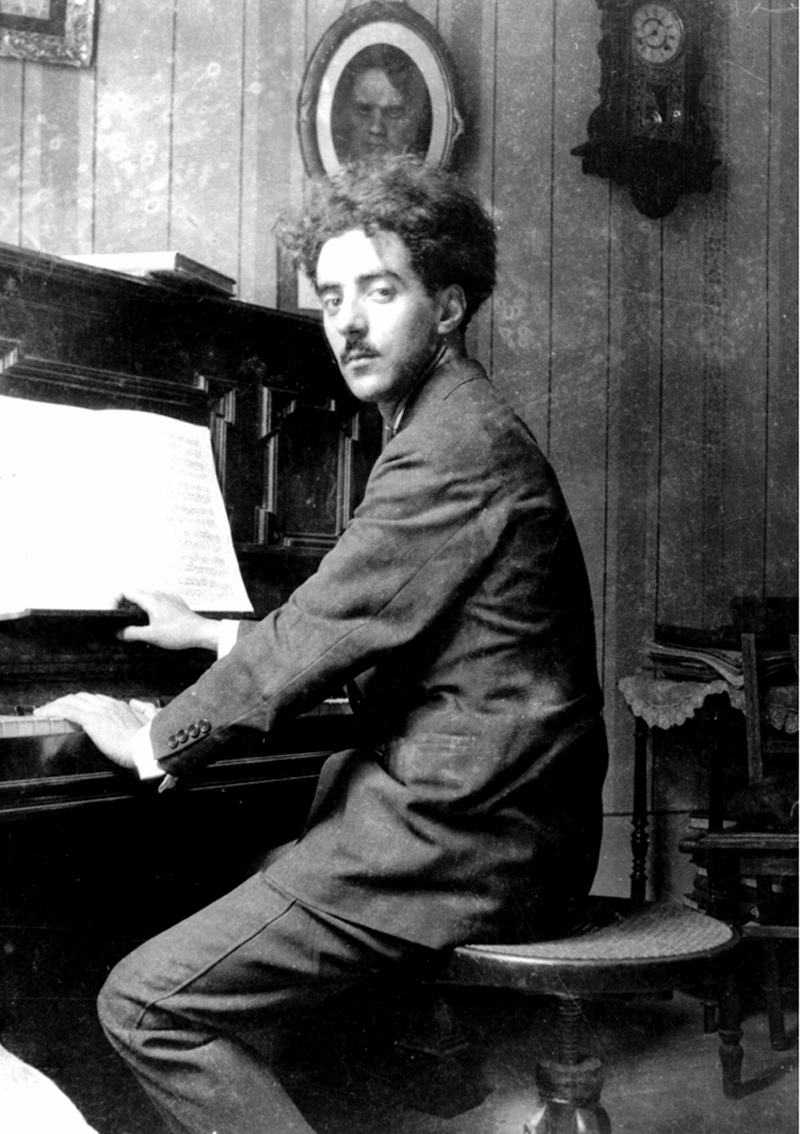
Felisberto Hernández (1922)

Felisberto Hernández (* 20. Oktober 1902 in Montevideo; † 13. Januar 1964 ebenda) war ein uruguayischer Autor und wichtiger Vertreter der Phantastik.

## Leben
Felisberto Hernández erlernte zunächst autodidaktisch das Klavierspiel. Später vertiefte er seine Kenntnisse in Harmonielehre bei Clemente Colling. Um Geld zu verdienen, arbeitete er als Klavierbegleiter von Stummfilmen und als Bar-Pianist. Er betrieb für kurze Zeit eine Buchhandlung in einer Garage, verbrachte die Jahre von 1946 bis 1948 in Paris und kehrte anschließend nach Uruguay zurück. Aufgrund seines ungewöhnlichen Lebens und seiner Persönlichkeit wurde er bald zu einer Art Kultfigur für Liebhaber der phantastischen Literatur.

## Schaffen
Felisberto Hernández war einer der originellsten Schriftsteller Lateinamerikas. In seinen Kurzgeschichten berichtet er seltsame Geschichten von nach innen gewandten Personen, von Absurditäten und Obsessionen. „Die Erzählungen sind nicht hermetisch; man kann in sie eindringen, aber nur an bestimmten Stellen. ... Die Öffnungen sind nicht ein für alle Mal da, sie schließen sich wieder; andererseits geht plötzlich unvermutet eine Tür auf, wo wir zuvor nichts als eine taube Wand vermuteten.“
Sein erster Erzählungsband Fulano de tal erschien 1925; insgesamt wurden die zwischen 1925 und 1931 veröffentlichten Erzählungen wurden zwar wenig beachtet, legen jedoch den Grundstein für sein späteres Werk. Berühmtheit erlangte er dann mit Nadie encendía las lámparas (1947) und La casa inundada (1960).
Eine besondere Rolle spielt in seinen Geschichten die Musik und das Klavierspiel.
Als Meisterwerk gilt die Erzählung „Die Hortensien“ (1966), in denen der Protagonist eine erotische Beziehung zu mit Wasser gefüllten lebensgroßen Puppen eingeht.
Felisberto Hernández galt als einer der wichtigsten Vertreter der lateinamerikanischen phantastischen Literatur und als Vorläufer von Autoren wie Julio Cortázar. Seine Erzählung Las Hortensias gehört heute zu den Klassikern der lateinamerikanischen Literatur des 20. Jahrhunderts.

## Werke
- Die Frau, die mir gleicht. Gesammelte Erzählungen. Übersetzt von Angelica Ammar, Anneliese Botond und Sabine Giersberg. Suhrkamp Verlag, Frankfurt am Main 2006, ISBN 3-518-41752-5.
- Die Hortensien. Erzählungen. Suhrkamp Verlag, Frankfurt am Main 1985, ISBN 3-518-41752-5.
- Minificciones – Minigeschichten aus Lateinamerika. Ausgewählt und übersetzt von Erica Engeler. Deutscher Taschenbuch-Verlag, München 2009, ISBN 978-3-423-09475-7; darin drei Erzählungen von Felisberto Hernández:
  - Die Theosophen – Los teósofos
  - Götterbeschluss – Deliberación de los Dioses
  - Wahlen – Sufragio